# Vera Voloshina
Vera Danílovna Voloshina (en ruso: Вера Даниловна Волошина; Kémerovo, 30 de septiembre de 1919 - Naro-Fominsk, 29 de noviembre de 1941) fue una partisana soviética que tras unirse al Ejército Rojo participó en actividades subversivas contra los nazis en la Segunda Guerra Mundial. Después de ser emboscada por los alemanes en noviembre de 1941, fue brutalmente ahorcada cerca del pueblo de Golovkovo en el distrito de Naro-Fominsky al suroeste de Moscú. También fue la modelo detrás de la escultura Chica con un remo del escultor Iván Shadr situada en el Parque Gorki de Moscú. En 1994, Voloshina fue honrada póstumamente con el título de Heroína de la Federación de Rusia.

## Biografía
Hija de un minero y una maestra de escuela, Vera Voloshina nació en la ciudad siberiana de Kémerovo el 30 de septiembre de 1919. Después de superar con éxito los exámenes de la escuela secundaria, se mudó a Moscú después del décimo grado. A partir de 1936, estudió en el Instituto Estatal de Educación Física. Mientras estaba en Moscú, asistió al club de vuelo de la asociación paramilitar OSOAVIAJIM (Unión de Sociedades de Asistencia para la Defensa, la Aviación y la Construcción Química de la URSS). Donde practicó el salto en paracaídas y pilotó un avión de combate Polikarpov I-153. Intentó sin éxito ir a España a luchar en la guerra civil española.
Según varios relatos, el escultor soviético Iván Shadr convenció a Voloshina para que posara como modelo para su estatua desnuda de 12 metros titulada Chica con un remo que se inauguró en el parque Gorki en 1935.
Voloshina comenzó a entrenar en un instituto deportivo pero tuvo abandonarlo después de experimentar serios problemas de salud. En cambio, se unió al Instituto de Cooperación, completando su tercer año en 1941 antes del estallido de la Segunda Guerra Mundial. En el verano de 1941, ayudó a cavar trincheras y zanjas antitanque alrededor de Moscú.
Al unirse al Ejército Rojo, fue asignada a la Unidad 9903 de la división de inteligencia, que operaba detrás de las líneas alemanas. Después de participar en varias incursiones exitosas, el 21 de noviembre de 1941 estuvo involucrada en trabajos de sabotaje en el frente cuando resultó gravemente herida cerca de Naro-Fominsk y capturada por el enemigo. El 29 de noviembre, los alemanes la ahorcaron en la granja Golovkovo. Los residentes locales informaron más tarde que había actuado de manera desafiante antes de ser ahorcada, cantando La Internacional y gritando «Adiós, camaradas» antes de morir. Su cuerpo fue recuperado por los soviéticos una semana más tarde, después de que los alemanes se hubieran retirado. Finalmente fue enterrada en una fosa común en Kriukovo.

## Condecoraciones
En relación con el 25.º aniversario de la Batalla de Moscú, recibió póstumamente la Orden de la Guerra Patria de 1.er grado, que le fue entregada a su madre en el Kremlin. En 1994, por decreto del Presidente de la Federación de Rusia, fue honrada con el título de Heroína de la Federación de Rusia.

### Listas relacionadas
- Lista de Heroínas de la Federación de Rusia